# Anopheles argyropus
Anopheles argyropus este o specie de țânțari din genul Anopheles. A fost descrisă pentru prima dată de Swellengrebel în anul 1914. Conform Catalogue of Life specia Anopheles argyropus nu are subspecii cunoscute.